# Азрабль
Азра́бль (фр. Azerables, окс. Drable) — коммуна во Франции, находится в регионе Лимузен. Департамент коммуны — Крёз. Входит в состав кантона Ла-Сутеррен. Округ коммуны — Гере.
Код INSEE коммуны — 23015.

## Население
Население коммуны на 2010 год составляло 924 человека.
| 1962 | 1968 | 1975 | 1982 | 1990 | 1999 | 2010 |
| ---- | ---- | ---- | ---- | ---- | ---- | ---- |
| 1219 | 1258 | 1136 | 1033 | 1019 | 957  | 924  |

## Экономика
В 2010 году среди 471 человека трудоспособного возраста (15—64 лет) 318 были экономически активными, 153 — неактивными (показатель активности — 67,5 %, в 1999 году было 63,3 %). Из 318 активных жителей работали 291 человек (156 мужчин и 135 женщин), безработных было 27 (12 мужчин и 15 женщин). Среди 153 неактивных 28 человек были учениками или студентами, 81 — пенсионерами, 44 были неактивными по другим причинам.